# Ахмедов, Сухраб Султанович
Сухраб Султанович Ахмедов (род. 23 декабря 1974, Грозный, Чечено-Ингушская АССР, РСФСР, СССР) ― российский военачальник, генерал-лейтенант, командовал 20-й армией ВС России. Герой Российской Федерации.

## Биография
Родился 23 декабря 1974 года в городе  Грозный, Чечено-Ингушская АССР. Отец — Султан Исмаилович, полковник Советской Армии в отставке. Мать — Анисат Гасан-Гусейновна, работала учителем английского языка.
Завершив учёбу в средней школе в 1991 году, поступил в Новосибирское высшее командное общевойсковое училище, которое окончил в 1996 году.
Службу начал командиром взвода в Новосибирске. Командовал полком 36-й гвардейской отдельной мотострелковой бригады (Борзя, Забайкальский край), 155-й отдельной гвардейской бригадой морской пехоты, был заместителем начальника береговых войск Тихоокеанского флота. Служил в Буйнакске, Батуми, Алейске. 
В 2015 году окончил Военную академию Генерального штаба ВС РФ имени М. В. Фрунзе. 

## Вторжение России на Украину
Участник полномасштабного российского вторжения на Украину с 2022 года. В декабре 2022 года Ахмедова назначили командующим 20-й армией Западного военного округа. В 2023 году его два раза повышали в звании (в феврале стал генерал-майором, в декабре — генерал-лейтенантом). Принимал участие в боях в Курской области. 23 мая 2024 года был отстранён от должности командующего армией после продолжительной критики. Причины отстранения неизвестны. 10 июля 2025 года Глава Республики Дагестан Сергей Меликов в своём Telegram-канале сообщил, что Ахмедов был удостоен звания Героя Российской Федерации.

### Пренебрежение личным составом
В декабре 2022 года Ахмедов руководил 155-й бригадой морской пехоты, которая за четыре дня штурмов Павловки Донецкой области потеряла 300 человек и 50% техники. В июне 2023 года Ахмедов руководил 20-й армией Западного военного округа и выстроил бойцов 144-й мотострелковой дивизии в поле под Кременной, которых заставили ждать опаздывающего командира. В это время Вооружённые силы Украины нанесли удар по строю с применением HIMARS, в результате чего погибли около 100 человек и ещё 100 — получили ранения.

## Личная жизнь
Супруга — Маргарита Владимировна. В семье родилось двое дочерей и сын. Средний сын Рустам работает в сфере торговли, а младший, Джамалудин занимается строительством.

## Награды и звания
- Герой Российской Федерации (2025);